# 望月 (2017年大愛電視劇)
《望月》，是一部描寫周大隆與陳氏蘭真實人生電視劇，由吳慷仁、李淑楨 、馬惠珍、高振鵬等演員領銜主演，於2017年4月10日在大愛電視20:00首播。
2017年9月7日該部作品在第12屆首爾國際電視節戲劇大賞中榮獲「評審團特別獎」。2017年9月30日該部作品在第52屆金鐘獎入圍「電視電影獎」、「迷你劇集／電視電影男主角獎」、「迷你劇集／電視電影導演獎」、「迷你劇集／電視電影編劇獎」總共四項大獎。
2017年11月8日該部作品在第22屆亞洲電視大獎入圍「最佳單元劇 / 電視電影獎」和「最佳戲劇男主角獎」二項大獎。
2023年以大愛劇「拾光經典」好戲，於10月23日至10月24日以迷你劇集形式猜分上下集重播。

## 播出時間
以下時間以當地時間（台灣時間）為準

### 電視首播
| 頻道                            | 所在地               | 播映日期                     | 播映時間                  |
| 大愛電視台 （數位頻道同步播出） | 台灣                 | 2017年4月10日－2017年4月10日 | 20:00-20:48播出（無廣告） |
| 大愛海外台                      | 與大愛電視台同步播出 | 2017年4月10日－2017年4月10日 | 20:00-21:00播出（含廣告） |

## 演員列表

### 主要演員
| 演員   | 角色   | 介紹 | 登場集數     |
| 吳慷仁 | 周大隆 | 本劇故事男主角，台灣籍，阿隆透過仲介認識阿蘭，曾飛到越南見面，三十四歲時娶越南籍陳氏蘭，婚後精神狀況時好時壞。 | 第1集－第2集 |
| 李淑楨 | 陳氏蘭 | 本劇故事女主角，越南籍，家中有六個兄弟姊妹，自己排行老么，二十五歲那年來到台灣並嫁給周大隆，婚後成為經濟支柱。 | 第1集－第2集 |
| 馬惠珍 | 大隆母 | 周大隆母親，與自己媳婦阿蘭語言溝通不良且患有精神相關疾病。                                                     | 第1集－第2集 |
| 高振鵬 | 秦伯伯 | 周大隆樓下鄰居，相當關心周大隆一家人的情況。                                                                   | 第1集－第2集 |

### 次要演員
| 演員   | 角色       | 介紹 | 登場集數 |
| 岳庭   | 玉鳳師姊   | 由於周慧萍打電話向玉鳳師姊告知，能否將周大隆曾捐獻過慈濟功德款金額退回，進一步瞭解周大隆一家後，決定開始出手幫忙關心此家個案。 | 第2集    |
| 張昌緬 | 周慧萍     | 周大隆大姊，時常會幫忙照顧與教導周河磬，和協助阿蘭一些事物。                                                                   | 第1-2集  |
| 朱宥丞 | 周河磬     | 周大隆、陳氏蘭的兒子 周慧萍的侄子                                                                                              | 第1-2集  |
| 陳玉水 | 小梅       | | 第集     |
| 阮氏莊 | 越南友人   | | 第集     |
| 阮玉棉 | 稻田越南人 | | 第2集    |
| 武氏緣 | 稻田越南人 | | 第2集    |
| 范玉河 | 稻田越南人 | | 第2集    |

## 工作人員列表

### 製作團隊
- 監　製：顧文珊
- 總策畫：黃崇家
- 編  審：董碧玲
- 製作人：邵弘毅
- 統　籌：林佳儒
- 編　劇：費工怡
- 導　演：廖士涵

## 獎項紀錄
| 年份   | 頒獎典禮             | 獎項名稱                   | 入圍者   | 結果 |
| 2017年 | 第12屆首爾國際電視節 | 評審團特別獎               | 《望月》 | 獲獎 |
| 2017年 | 第52屆金鐘獎         | 電視電影獎                 | 《望月》 | 提名 |
| 2017年 | 第52屆金鐘獎         | 迷你劇集／電視電影男主角獎 | 吳慷仁   | 提名 |
| 2017年 | 第52屆金鐘獎         | 迷你劇集／電視電影導演獎   | 廖士涵   | 提名 |
| 2017年 | 第52屆金鐘獎         | 迷你劇集／電視電影編劇獎   | 費工怡   | 提名 |
| 2017年 | 第22屆亞洲電視大獎   | 最佳單元劇 / 電視電影獎    | 《望月》 | 提名 |
| 2017年 | 第22屆亞洲電視大獎   | 最佳戲劇男主角獎           | 吳慷仁   | 提名 |

## 外部連結
- 望月 官方網站 （页面存档备份，存于）
- 大愛劇場的Facebook專頁

| 臺灣 大愛電視 週一至週五 20:00 - 20:48                   | 臺灣 大愛電視 週一至週五 20:00 - 20:48                   | 臺灣 大愛電視 週一至週五 20:00 - 20:48 |
| -------------------------------------------------------- | -------------------------------------------------------- | -------------------------------------- |
|                                                          | 拾光經典系列 望月 （2023年10月23日－2023年10月24日）     |                                        |
| 拾光經典系列 等一個人 （2023年10月19日－2023年10月20日） | 拾光經典系列 我的寶貝 （2023年10月25日－2023年10月31日） |                                        |